# 狭花牛奶菜
狭花牛奶菜（学名：Marsdenia stenantha）是夹竹桃科牛奶菜属的植物，为中国的特有植物。分布在中国大陆的云南、四川等地，生长于海拔2,550米的地区，多生长在山地疏林处，目前尚未由人工引种栽培。

## 异名
- Stephanotis nana P. T. Li